# علم هايتي
أعتمد علم جمهورية هايتي في 25 شباط - فبراير من سنة 1986 ويتكون العلم الهايتي من اللونين الأزرق والأحمر، يغطي الأزرق الجزء العلوي بينما يغطي الأحمر الجزء السفلي من العلم وفي الوسط يوجد صورة لشعار النبالة.
نظراً إلى استخدام الشعار فقط للأعلام الوطنية والعسكرية، في حين أن العلم المدني المكون من لونين أفقيين أزرق وأحمر تم اكتشافه في الألعاب الأولمبية التي أقيمت في ألمانيا النازية عام 1936 أن هايتي وليختنشتاين تستخدمان نفس العلم وأدى ذلك إلى إضافة التاج لتصميم علم ليختنشتاين.

## معنى ألوان العلم
- الأزرق: يرمز إلى الشعب الأفريقي.

- الأحمر: يرمز إلى شعب المولاتو.

## أصل العلم
تم تبني أول علم لهايتي في 18 مايو 1803، في اليوم الأخير من مؤتمر أركاهي، على بعد حوالي 80 كم (50 ميل) إلى الشمال من بورت أو برانس ويقول العلم الهايتي إن القائد الثوري المعين حديثًا جان جاك ديسالين ابتكر العلم بأخذ علم فرنسا الثلاثي الألوان وانتزاع المركز الأبيض الذي تجاهله بسبب ارتباطه بالاستعمار الفرنسي. ثم طلب من كاثرين فلون ابنته الإلهية لخياطة الفرق المتبقية معًا. أزيل الشاحب الأبيض، تم التقاط اللون الأزرق لتمثيل مواطني هايتي السود والأحمر لتمثيل دي كولور. القصة معروفة على نطاق واسع في هايتي: يتم الاحتفال بذكرى هذا التاريخ يوم العلم الهايتي، وظهرت صور كاثرين فلون على العملة الهايتية والطوابع.

## أعلام تاريخية

علم القيادة العامة لسانتو دومينغو المستعمل في غرب هيسبانيولا ما بين عامي 1492-1625.
علم سان دومينغ ما بين عامي 1625-1791.
علم سان دومينغ ما بين عامي 1791-1798.
علم سان دومينغ ما بين عامي 1798-1803.
علم سان دومينغ الثوري ما بين عامي 1803-1804.
علم إمبراطورية هايتي ما بين عامي 1804-1806.
علم دولة هايتي ما بين عامي 1806-1811.
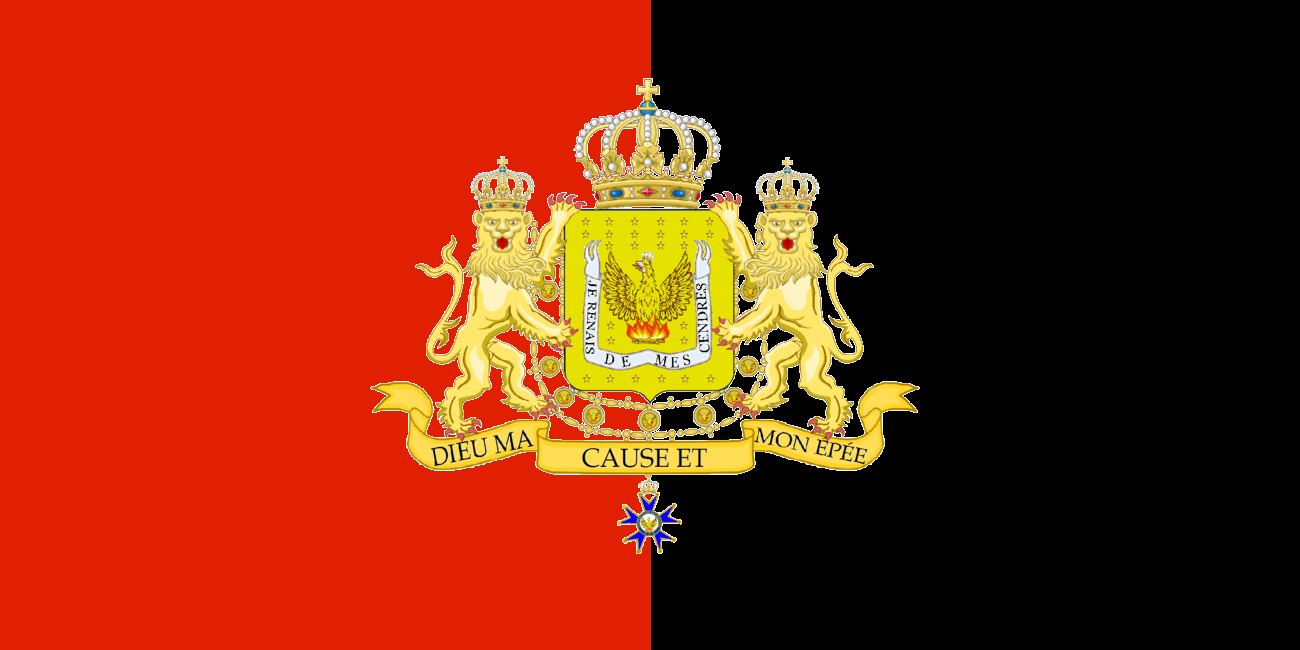
علم مملكة هايتي ما بين عامي 1811-1814.
علم مملكة هايتي ما بين عامي 1814-1820.
علم جمهورية هايتي ما بين عامي 1820-1849.
علم إمبراطورية هايتي ما بين عامي 1849-1859.
علم جمهورية هايتي ما بين عامي 1859-1964.
علم جمهورية هايتي ما بين عامي 1964-1986.